# Calvaro
Der Holsteiner Calvaro (geboren 1986; gestorben 2003) war ein Springpferd, das zusammen mit seinem Schweizer Reiter Willi Melliger erfolgreich war.

## Frühe Jahre
Der 1986 von Ilse Hell aus Klein Offenseth gezüchtete Holsteiner Schimmelwallach Calvaro stammt über seinen Vater Cantus und seinen Grossvater Caletto I von Cor de la Bryère ab. Seine Holsteiner Mutter Valetta VI ist eine Ladykiller-xx-Urenkelin.

## Laufbahn
Willi Melliger erwarb den mächtigen Schimmelwallach mit einem Stockmaß von fast 185 cm im Jahr 1995. Das Paar erreichte noch im gleichen Jahr bei den Europameisterschaften in St. Gallen den dritten Platz im Einzelwettbewerb und die Goldmedaille mit der schweizerischen Equipe.
Calvaro und Willi Melliger qualifizierten sich für die Olympische Sommerspiele 1996 in Atlanta und gewannen in der Einzelkonkurrenz die Silbermedaille. Bei den Europameisterschaften 1999 in Hickstead erreichte Calvaro mit Willi Melliger zusammen mit der Schweizer Equipe den 2. Platz. Bei den Olympischen Sommerspielen 2000 in Sydney gewannen Calvaro und Melliger zusammen mit der Schweizer Equipe die Silbermedaille.
Über die Jahre erhielt Melliger verschiedene Kaufangebote für Calvaro, darunter auch ein Angebot Haya bint al-Hussein. Anfang des Jahres 2000 stieg das Erfolgsduo zur Weltnummer 1 auf. 2001 zog sich Calvaro eine Meniskusverletzung zu.
Calvaro wurde am 2003 am CSI Zürich aus dem Sport verabschiedet und am 2. Oktober 2003 wurde der 17-jährige Wallach auf Grund seines kritischen Gesundheitszustandes vom Tierarzt Marco Herrmann eingeschläfert. Sein Reiter und Pfleger Willi Melliger war bei der Einschläferung auf Grund einer Geschäftsreise durch Italien nicht anwesend. Laut Melliger waren es die Vorsicht und die Sensibilität des Wallachs, die ihn und seinen Reiter zu der gemeinsamen Erfolgskarriere führten.
Seit 2001 versucht das französische Biotechunternehmen Cryozootech Klone von erfolgreichen Sportpferden zu produzieren, darunter auch von Calvaro. Das Klonen solcher Spitzenpferde kann bis zu 250.000 Euro pro Fohlen kosten.

## Erfolge
- Olympische Spiele:
  - 1996, Atlanta: mit Calvaro 2. Platz im Einzel und 6. Platz mit der Equipe
  - 2000, Sydney: mit Calvaro 10. Platz im Einzel und 2. Platz mit der Equipe
- Weltmeisterschaften / Weltreiterspiele[9]
  - 1998, Rom: mit Calvaro 4. Platz im Einzel und 4. Platz mit der Equipe
- Europameisterschaften:[9]
  - 1995, St. Gallen: mit Calvaro 3. Platz im Einzel und 1. Platz mit der Equipe
  - 1997, Mannheim: mit Calvaro 3. Platz im Einzel und 6. Platz mit der Equipe
  - 1999, Hickstead: mit Calvaro 25. Platz im Einzel und 2. Platz mit der Equipe
- Weltcupfinal (in Auswahl):[9]
  - 1996, Genf: 2. Platz mit Calvaro
  - 1997, Göteborg: 9. Platz mit Calvaro
  - 2001, Göteborg: 4. Platz mit Calvaro
- Schweizermeisterschaften (in Auswahl):
  - 1996: 1. Platz mit Calvaro